# Międzynarodowa Unia Młodych Socjalistów
Międzynarodowa Unia Młodych Socjalistów (IUSY) – federacja międzynarodowa zrzeszająca ponad 130 organizacji socjalistycznych i socjaldemokratycznych z przeszło 100 państw całego świata. Przewodniczącym IUSY jest  Felipe Jeldres z Chile.

## Historia
Międzynarodowa Unia Młodych Socjalistów została założona w 1907 w Stuttgarcie, jej pierwszym przewodniczącym został Karl Liebknecht. Po II wojnie światowej organizacja rozpoczęła działanie zainaugurowane 30 września 1946 w Paryżu.

### Przewodniczący IUSY
- 1946 Bob Molenaar (Belgia)
- 1948 Peter Strasser (Austria)
- 1954 Nath Pai (Indie)
- 1960 Kyi Nyunt (Birma)
- 1966 Wilbert Perera (Cejlon)
- 1969 Luis A. Carello (Argentyna)
- 1971 Raphael Albuquerque (Dominikana)
- 1973 Luis Ayala (Chile)
- 1975 Jerry Svensson (Szwecja)
- 1977 Alejandro Montesino (Chile)
- 1979 Hilary Barnard (Wielka Brytania)
- 1981 Milton Colindres (Salwador)
- 1983 Kirsten Jensen (Dania)
- 1985 Joan Calabuig (Hiszpania)
- 1989 Sven Eric Söder (Szwecja)
- 1991 Roger Hällhag (Szwecja)
- 1995 Nicola Zingaretti (Włochy)
- 1997 Umberto Gentiloni (Włochy)
- 1999 Alvaro Elizalde (Chile)
- 2004 Fikile Mbalula (Południowa Afryka)
- 2008 Jacinda Ardern (Nowa Zelandia)
- 2010 Viviana Piñeiro (Urugwaj)
- 2014 Felipe Jeldres  (Chile)

### Sekretarze Generalni IUSY
- 1946 Per Häkkerup (Dania)
- 1954 Kurt Kristiansson (Szwecja)
- 1960 Per Aasen (Norwegia)
- 1963 Sture Ericson (Szwecja)
- 1966 Jan Häkkerup (Dania)
- 1969 vacat
- 1971 Jerry Svensson (Szwecja)
- 1973 Johan Peanberg (Szwecja)
- 1975 Friedrich O.J. Roll (Niemcy)
- 1977 Owe Fich (Dania)
- 1979 Jukka Oas (Finlandia)
- 1981 Bengt Ohlsson (Szwecja)
- 1983 Robert Kredig (Niemcy)
- 1985 Dirk Drijbooms (Belgia)
- 1989 Ricard Torrell (Hiszpania)
- 1993 Alfredo Remo Lazzeretti (Argentyna)
- 1997 Lisa Pelling (Szwecja)
- 2001 Enzo Amendola (Włochy)
- 2006 Yvonne O'Callaghan (Irlandia)
- 2009 Johan Hassel (Szwecja)
- 2012 Beatriz Talegón (Hiszpania)
- 2014 Evin Incir (Szwecja)
- 2016 Alessandro Pirisi (Włochy)

## Polscy członkowie IUSY
- Federacja Młodych Socjaldemokratów
- Federacja Młodych Unii Pracy

Organizacje są również członkami ECOSY